# 風間繁松
風間 繁松（かざま しげまつ、明治4年1月13日（1871年3月3日） - 1955年9月14日）は、日本の陸軍軍人、最終階級は陸軍軍曹、酒田風間氏分家・東美家第七代当主。号は触水。

## 略歴
- 1871年（明治4年）3月3日 - 羽前国飽海郡（現・山形県酒田市）に、東美家・第五代当主の父：風間玄達と母：風間糸の長男として生れる。
- 1873年（明治6年） - 両親が離婚し、父の玄達は婿であったため家を出る。
- 母と市川操（市川其楽の次男）が結婚し、操が酒田風間氏 東美家・第六代当主となる。
- 繁松は、このころから酒田町会議員の青塚岩治（元酒田市長・青塚恒治の父）の家に預けられ育てられる。
- 若い頃は東京市本郷区に住んでいた。
- 1891年（明治24年）2月 - 酒田に戻り商業を始める。
- 日清戦争に従軍。
- 1898年（明治31年） - 青塚岩治の長女：照と結婚。1899年 長男・彦男 誕生。1902年 次男・英二 誕生。1904年 長女・冨美 誕生。
- 日露戦争に従軍。階級は陸軍歩兵軍曹。この頃、異父弟の風間馨が陸軍軍医となる。
- 1908年（明治41年） - 酒田風間氏 東美家 第七代当主となる。
- 1925年（大正14年） - 米穀取引業で財をなし、酒田市出町39番地内に家を新築する。
- 戦時中は生命保険代理店を営む。
- 戦争激化により家の裏の畑に防空壕を作る。
- 1945年（昭和20年）2月3日 - 彦男が「ルソン島の戦い」で戦死。
- 1946年（昭和21年） - 孫の風間吉也が、私立岩手医学専門学校（現・岩手医科大学医学部）に入学。この時、繁松は大いに喜んだという。それは、自家は初代・東美の父・閑斎から繁松の父の五代目・玄達まで6代続く医者の家系だったが、自分と息子達が医者になれなかった為、孫が医者になるので嬉しかったという。
- GHQによる戦後改革により財産の大半を失ってしまう。
- 1948年（昭和23年） - この頃に出町の家を売却し酒田市稲荷小路に転居。出町の家は岸田医院となり、その後、高層マンションが建つ。
- 小間物商売業を営む。
- 1955年（昭和30年）9月14日 - 死去。享年85、法名「開善」
  - 没後に繁松の記した「備忘録」と「先祖記録」などが発見される。これらを基にして孫の光彦と吉也が共著『風間系図と酒田・東美系風間氏』を執筆する。

## 親族
- 父：風間玄達 - 東美家五代目、医師、岡野宗眠 次男。
- 母：風間糸 - 風間仲徳（東美家四代目） 長女。
- 養父：風間操 - 東美家六代目、糸の後夫、市川其楽 次男。
- 妻：風間照（1882年（明治15年） - 1961年（昭和36年）） - 酒田市長・青塚恒治 姉
- 長男：風間彦男 - 陸軍歩兵中尉
- 義娘：風間花井（1903年（明治36年） - 1983年（昭和58年）） - 余目町長・佐藤清三郎 六女
- 次弟：風間馨 - 陸軍軍医中佐
- 三弟：風間阜 - 北京新聞社社長
- 義妹：大屋いはほ - 加茂町町長・大屋雄三 妻、酒田市長・青塚恒治 妹
- 甥：風間駿 - 日本文理大学工学部教授
- 孫：風間光彦 - 酒田信用金庫監事
- 孫：風間吉也 - 医師、医学博士